# Phorusrhacidae
Phorusrhacidae cunoscute în mod colocvial sub numele de păsări de teroare, sunt o cladă dispărută de păsări mari carnivore fără zbor, care au fost una dintre cele mai mari specii de prădători de vârf din America de Sud în timpul erei cenozoice; intervalul lor temporal acceptat convențional acoperă de la 62 la 1,8 milioane de ani (Ma) în urmă.
Au variat în înălțime de la 1 la 3 m (3 la 10 ft). Se crede că rudele lor cele mai apropiate din zilele noastre sunt seriamas de 80 de centimetri înălțime (31 inchi). Titanis walleri, una dintre speciile mai mari, este cunoscută din Texas și Florida din America de Nord.